# Elena Bovina
Elena Bovina, em russo Елена Олеговна Бовина (Moscou, 10 de março de 1983) é uma tenista profissional russa. Em 4 de abril de 2005 Bovina alcançou a 14° posição na WTA, sua melhor classificação até hoje.

## Duplas Mistas: 2 (1–1)
| Posição | Ano  | Campeonato          | Piso   | Parceiro       | Oponentes                        | Placar        |
| ------- | ---- | ------------------- | ------ | -------------- | -------------------------------- | ------------- |
| Vice    | 2002 | Roland Garros       | Saibro | Mark Knowles   | Cara Black Wayne Black           | 3–6, 3–6      |
| Campeã  | 2004 | Aberto da Austrália | Duro   | Nenad Zimonjić | Leander Paes Martina Navratilova | 6–1, 7–6(7–3) |

## WTA finals

### Simples: 6 (3–3)
| Legenda (pre/pos 2009)                       |
| -------------------------------------------- |
| Grand Slam (0–0)                             |
| WTA Tour (0–0)                               |
| Tier I / Premier Mandatory & Premier 5 (0–0) |
| Tier II / Premier (1–1)                      |
| Tier III, IV & V / International (2–2)       |

| Posição | N. | Data             | Torneio             | Piso        | Oponente                | Placar        |
| ------- | -- | ---------------- | ------------------- | ----------- | ----------------------- | ------------- |
| Vice    | 1. | 7 Abril 2001     | Estoril, Portugal   | Saibro      | Ángeles Montolio        | 6–3, 3–6, 2–6 |
| Campeã  | 2. | 12 Maio 2002     | Varsóvia, Polônia   | Saibro      | Henrieta Nagyová        | 6–3, 6–1      |
| Campeã  | 3. | 22 Setembro 2002 | Quebec City, Canadá | Carpete (i) | Marie-Gayanay Mikaelian | 6–3, 6–4      |
| Campeã  | 4. | 28 Agosto 2004   | New Haven, EUA      | Duro        | Nathalie Dechy          | 6–2, 2–6, 7–5 |
| Vice    | 5. | 3 Outubro 2004   | Hasselt, Bélgica    | Carpete (i) | Elena Dementieva        | 0–6, 6–0, 4–6 |
| Vice    | 6. | 31 Outubro 2004  | Linz, Áustria       | Duro (i)    | Amélie Mauresmo         | 2–6, 0–6      |

### Duplass: 8 (5–3)
| Legenda (pre/pos 2009)                       |
| -------------------------------------------- |
| Grand Slam (0–0)                             |
| WTA Tour (0–0)                               |
| Tier I / Premier Mandatory & Premier 5 (2–0) |
| Tier II / Premier (0–1)                      |
| Tier III, IV & V / International (3–2)       |

| Posição | N. | Data             | Torneio                | Piso        | Parceira           | Oponentes                          | Placar        |
| ------- | -- | ---------------- | ---------------------- | ----------- | ------------------ | ---------------------------------- | ------------- |
| Campeã  | 1. | 21 Outubro 2001  | Bratislava, Eslováquia | Duro (I)    | Dája Bedáňová      | Nathalie Dechy Meilen Tu           | 6–3, 6–4      |
| Campeã  | 2. | 28 Outubro 2001  | Luxembourg, Luxemburgo | Duro (i)    | Daniela Hantuchová | Bianka Lamade Patty Schnyder       | 6–3, 6–3      |
| Campeã  | 3. | 14 Abril 2002    | Estoril, Portugal      | Saibro      | Zsófia Gubacsi     | Barbara Rittner María Vento-Kabchi | 6–3, 6–1      |
| Vice    | 4. | 21 Abril 2002    | Budapeste, Hungria     | Saibro      | Zsófia Gubacsi     | Katrin Barclay Émilie Loit         | 6–4, 3–6, 3–6 |
| Vice    | 5. | 5 Maio 2002      | Bol, Croácia           | Saibro      | Henrieta Nagyová   | Tathiana Garbin Angelique Widjaja  | 5–7, 6–3, 4–6 |
| Campeã  | 6. | 20 Outubro 2002  | Zurich, Suiça          | Carpete (I) | Justine Henin      | Jelena Dokić Nadia Petrova         | 6–2, 7–6(7–2) |
| Campeã  | 7. | 2 Fevereiro 2003 | Toquio, Japão          | Carpete (I) | Rennae Stubbs      | Lisa Raymond Lindsay Davenport     | 6–3, 6–4      |
| Vice    | 8. | 10 Agosto 2003   | Los Angeles, EUA       | Duro        | Els Callens        | Mary Pierce Rennae Stubbs          | 3–6, 3–6      |